# Валаамова ослица (картина)
Валаамова ослица (нидерл. Balaams Esel) — картина голландского художника Рембрандта, созданная в 1626 году. За основу взят библейский сюжет из Книги Чисел (Чис. 22). Картина находится в музее Коньяк-Жэ.

## История создания
Картина «Валаамова ослица» была создана в 1626 году. Она относится к так называемому Лейденскому периоду — времени, когда Рембрандт ван Рейн работал в этом городе с 1625 по 1631 год. Все работы этого времени характеризуются поисками творческой самостоятельности, однако, в них ещё заметно влияние Питера Ластмана. Рембрандт выбрал именно его в качестве учителя, потому что последний имел опыт работы в Италии, прославился как художник, пишущий художественные сцены, снискал славу в Амстердаме, имел обширный круг заказчиков. Картина «Валаамова ослица» была идеей Ластмана, и наброски основы сюжета — тоже его работа. Именно он, как и на своей одноименной работе, расположил фигуры по центру. Рембрандт лишь повторил все жесты: Валаам, воздевающий посох, ангел, потрясающий мечом. Однако, от себя написал это с большей порывистостью: ангел летит, ослица более напугана. Работа была продолжена и закончена в собственной мастерской в Лейдене, куда он переехал из Амстердама, не имея возможности мириться с постоянными правками своих работ со стороны Ластмана.

## Сюжет картины
Сюжеты, которые затрагивали темы Ветхого завета, были очень популярны у художников Нидерландов. История «Валаамовой ослицы» ведёт своё начало от Библейской притчи о знаменитом чернокнижнике, прорицателе и маге из города Пефор, на реке Евфрат. Древние израильтяне, под предводительством Моисея, после исхода из Египта завладевают землями за Иорданом. После этого ими собираются вооружённые силы для захвата земли Ханаанской, которую им обещал Бог (Яхве). Царь Моава, соседней к Ханаану страны, не имея достаточно сил для отражения агрессии, просит некоего Валаама напустить на врагов своих проклятия. Прорицатель после долгих уговоров соглашается и отправляется в путь на ослице. Впоследствии дорогу преграждает видимый только животному ангел, которого послал Бог (Яхве). Валаам стал избивать ослицу, после чего она заговорила и донесла до него волеизъявление Бога. Невзирая на многочисленные просьбы Царя Моава, прорицатель Валаам не только не проклял народ израильский, но и трижды благословил его.

## Характеристика
Произведение создано на холсте и выполнено масляными красками. Художественный стиль — барокко. Техника выполнения — станковая живопись. Вертикальный формат картины визуально группирует персонажей в центре композиции. Размер деревянной рамки — 65 см × 47 см. Ослица изображена точно в той же позе, что и на одноимённой картине Питера Ластмана. Однако, своему творению Рембрандт ван Рейн придал большей динамичности, что отображает более широко открытый рот, подчёркивающий переход от ослиного крика к человеческой речи, нога сильнее подогнута, уши сильнее отведены назад, что в сумме передает боль, страх и неожиданность. Самой значительной деталью картины являются глаза Валаама. В отличие от картины Ластмана, где они открыты от изумления настолько, что глазные яблоки видны целиком, картина Рембрандта показывает их пустыми, слепыми, неспособными видеть ангела и «божественную истину».

## Галерея

Картина Питера Ластмана «Валаам и осёл»
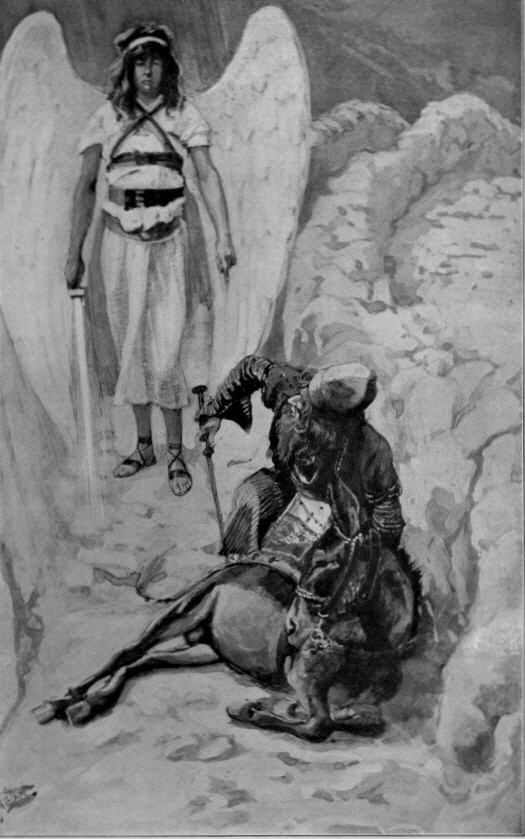
Картина Джеймса Тиссо «Валаам и осёл»
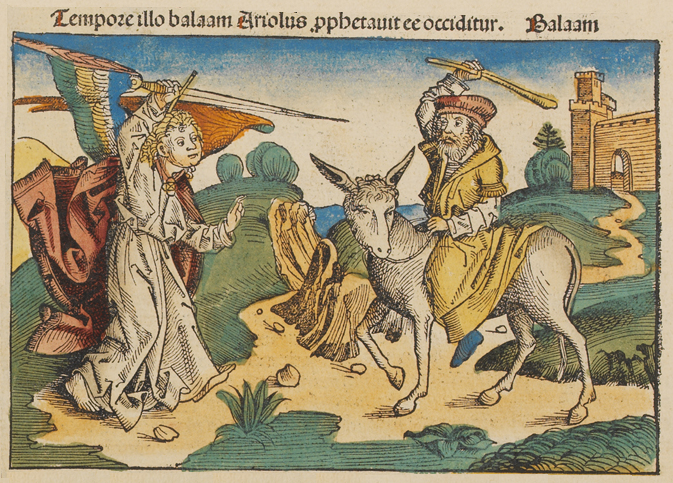
Фрагмент из книги «Нюрнбергская хроника»